# Le Mystère Enfield
Le Mystère Enfield (The Enfield Haunting) est une mini-série britannique en trois épisodes réalisée par Kristoffer Nyholm et diffusée du 3 au 17 mai 2015 sur Sky Living ainsi qu'aux États-Unis et Canada du 9 au 23 octobre 2015 sur A&E.
En France, elle a été diffusée le 27 octobre 2016 sur Arte, et au Québec du 22 novembre au 6 décembre 2016 sur AddikTV.
La mini-série s'inspire du livre This House Is Haunted de Guy Lyon Playfair qui relate les étranges événements de type poltergeist qui se sont déroulés à Enfield entre 1977 et 1979.

## Synopsis
Dans les années 1970, à Londres, une mère et ses enfants s'efforcent de se débarrasser de l'esprit maléfique qui hante leur maison.

## Fiche technique
- Titre original : The Enfield Haunting
- Titre français : Le Mystère Enfield
- Réalisation : Kristoffer Nyholm
- Scénario : Guy Lyon Playfair et Joshua St Johnston
- Musique : Benjamin Wallfisch
- Production: Adrian Sturges
- Pays d'origine :  Royaume-Uni
- Langue : anglais
- Format : Couleur - 16:9
- Genre : fantastique, horreur
- Durée : 3 x 50 minutes
- Dates de premières diffusions :
  -  Royaume-Uni : 3 mai, 10 mai et 17 mai 2015 sur Sky Living
  -  France : 27 octobre 2016 sur Arte[3]

## Distribution
- Timothy Spall (VF : Hervé Pierre) : Maurice Grosse
- Juliet Stevenson (VF : Catherine Davenier) : Betty Grosse
- Matthew Macfadyen (VF : Dimitri Rataud) : Guy Lyon Playfair
- Rosie Cavaliero (en) (VF : Carole Franck) : Peggy Hodgson
- Eleanor Worthington Cox (en) (VF : Roxane Bret) : Janet Hodgson
- Fern Deacon (VF : Pauline Belle) : Margaret Hodgson
- Simon Chandler : John Beloff
- Sean Francis : Ray
- Charles Furness : Simon
- Martin Hancock : Tony
- Amanda Lawrence : Lindy Crane
- Neal Barry (VF : Jean-Luc Atlan) : John
Version française
  - Société de doublage : Deluxe / By Hervé Icovic
  - Direction artistique : Hervé Icovic
  - Adaptation des dialogues : Marion Bessay